# Marta Vieira da Silva
Marta Vieira da Silva   (Dois Riachos, 19 de febrer de 1986) és una futbolista professional brasilera amb nacionalitat tant brasilera com sueca. Actualment juga de davantera a l'Orlando Pride de la National Women's Soccer League dels Estats Units i a la selecció del Brasil. Té el rècord de màxima golejadora del Brazil de qualsevol gènere, amb 112 gols. Amb 17 gols, Marta Marta també ostenta el rècord de més gols marcats en el torneig de la Copa del Món de la FIFA (femení o masculí). A més, és la primera futbolista de qualsevol gènere que marca en cinc edicions de la Copa del Món, una gesta igualada per Christine Sinclair el 2019, i també la primera futbolista femenina en marcar en cinc Jocs Olímpics consecutius. A nivell de clubs, Marta va guanyar la UEFA Women's Cup amb el club Suec Umeå IK el 2004 i va guanyar set lligues sueques amb diversos equips.
Marta sovint és considerada com la millor futbolista de tots els temps. Ha estat considerada FIFA World Player sis cops, cinc de manera consecutiva (de 2006 a 2010) i l'últim premi el 2018. Va ser membre de les seleccions brasileres que van guanyar la medalla de plata als Jocs Olímpics de 2004, 2008 i 2024. També va rebre la Pilota d'Or (MVP) al Campionat Mundial Sub-19 de la FIFA 2004 i va guanyar tant la Pilota d'Or com a millor jugadora com la Bota d'Or com a màxima golejadora a la Copa Mundial Femenina de Futbol 2007 després de conduir el Brasil a la final del torneig.
El gener de 2013, va ser nomenada com una dels sis ambaixadors de la Copa del Món de Futbol de 2014 al Brasil, juntament amb Amarildo, Bebeto, Carlos Alberto Torres, Ronaldo i Mario Zagallo.

## Palmarès

### Umeå IK
- Damallsvenskan: 2005, 2006, 2007, 2008[12]
- Copa sueca: 2007[13]
- UEFA Women's Cup: 2003–04[12]

### Santos FC
- Copa Libertadores femenina: 2009[12]
- Copa do Brasil femenina: 2009[12]

Western New York Flash
- WPS Championship: 2011[12]

Tyresö FF
- Damallsvenskan: 2012[12]
- Finalista de la Lliga de Campions: 2013–14[12]

FC Rosengård
- Damallsvenskan: 2014, 2015[12]

### Selecció brasilera
- Jocs Panamericans: 2003, 2007
- Copa Sud-americana femenina: 2003, 2010, 2018
- Finalista de la Copa Mundial Femenina de Futbol 2007
- Medalla de Plata als Jocs Olímpics: Atenes 2004, Pequín 2008 i París 2024

### Individual
- FIFA World Player (6): guanyadora el 2006, 2007, 2008, 2009 i 2010, 2018,[14] segona el 2005.
- Màxim golejador de la Damallsvenskan sueca (4): 2004, 2005, 2006, 2008
- Millor davantera de l'any a la Damallsvenskan (2): 2007, 2008.
- Millor jugadora de la Copa del Món sub-20 de la FIFA: 2004
- Millor jugadora de la Copa del Món de la FIFA: 2007
- Màxim golejador de la Copa del Món de la FIFA: 2007
- Millor jugadora de la Women's Professional Soccer estatunidenca (2): 2009 i 2010.
- Màxim golejador de la Women's Professional Soccer (2): 2009 i 2010.
- Millor jugadora de la Copa Libertadores: 2009
- Màxim golejador del Campionat Sud-americà femení: 2010